# コーネル・ウェスト
コーネル・ロナルド・ウェスト（Cornel Ronald West、1953年6月21日 - ）はアメリカ・オクラホマ州出身の哲学者、政治思想家。エチオピア系のアフリカ系アメリカ人。現在、プリンストン大学宗教学部兼アフリカ系アメリカ人研究センター及びユニオン神学校教授。人種問題を歴史学的分析を用いて論じ、熱心な社会活動家としても知られる。
ハーバード大学では、ユニヴァーシティ・プロフェッサーという最高位の教授職についていたが、ローレンス・サマーズ第27代ハーバード大学学長との対立によりプリンストン大学へ移籍した。
アメリカにおける黒人問題を経済史、政治史、宗教史、倫理学の視点から論じた代表作「人種の本質（"Race Matters"）」は全米で35万部のベストセラーとなり、そのほかにも多くの著作がある。

## 経歴
カリフォルニア州サクラメントのジョン・F・ケネディ高校を卒業後、17歳でハーバード大学に進学する。大学ではロバート・ノージック、スタンリー・カベルに師事し3年で学士課程を卒業後、プリンストン大学大学院で博士号を取得。プリンストン大学時代にはリチャード・ローティのプラグマティズム思想に強い影響を受けた。
その後ハーバード大学、ユニオン神学大学、イェール大学などを転々とした後、35歳（1988年）から41歳（1994年）までプリンストン大学宗教学部教授兼アフリカンアメリカン・スタディーズ研究プログラムの責任者として教鞭をとり、トニ・モリソンらなどと親交を深める。
1994年にはハーバード大学からアフリカンアメリカン・スタディーズの教授として招聘される。同大学の中でも最も人気の高いコースであった概論の講義を受け持ち、キリスト教学、宗教学、哲学の分野の学生も教えた。哲学の分野ではヒラリー・パトナムとともにプラグマティズム思想の講義を開講していた。
2001年にローレンス・サマーズハーバード大学学長との対立により、2002年より現職。
2003年のハリウッド人気映画『マトリックス・リローデッド』と『マトリックス・レボリューションズ』の両編に「ウェスト評議員」役として出演。またシリーズのアルティメイトDVD版にウエストとケン・ウィルバー二人による「哲学者の対話」コメンタリーを掲載。
2016年11月、ハーバード大学は、ウェストがハーバード神学校とハーバード大学アフリカンアメリカンスタディーズの学部で公共哲学実践教授として復帰することを発表した。

## ローレンス・サマーズハーバード大学学長との対立
2000年に第27代ハーバード大学学長に就任したローレンス・サマーズは、2001年10月にウェストとの私的な会談でウェストの言動について
1. ラップのCDを制作している
2. 教授活動をさておいて政治活動に執心している
3. 学生に対する採点が甘い
4. 一般向けの著作が専門書より多い

とし、これらの言動がハーバード大学の教授としてふさわしくないなどと叱責した。
この指摘に対しウェストは、その多くが誤解に基づくものであるとメディアを通じて反論し、また自身の研究や活動について適正な評価をせず先入観のみで咎められたことを特に激怒した。この問題はアフリカンアメリカン・スタディーズの講座の教員たちをも憤慨させ、最終的にはサマーズが謝罪することとなったが、ウェストはプリンストン大学へと移籍した。

## アメリカの人種問題への視点
ウェストは、アメリカ合衆国がいまだに白人優越主義が日常生活の到る所に散見される国であると主張し、著書において「白人の国であるアメリカ合衆国は、これまでの歴史を紐解いても人種差別の解消に消極的であり、黒人の人間性を完全に認めようとはしないままである」と述べている。

## 著書

### 単著
- Prophetic Fragments: Illuminations of the Crisis in American Religion and Culture, (William B. Eerdmans Publiashing Co., 1988).
- The American Evasion of Philosophy: A Genealogy of Pragmatism, (Macmillan, 1989).　『哲学を回避するアメリカ知識人――プラグマティズムの系譜』、 村山淳彦・堀智弘・権田建二訳、未來社、2014年
- The Ethical Dimensions of Marxist Thought, (Monthly Review Press, 1991).
- Beyond Eurocentrism and Multiculturalism, 2 vols., (Common Courage Press, 1993).
- Keeping Faith: Philosophy and Race in America, (Routledge, 1993).
- Race Matters, (Beacon Press, 1993).　『人種の問題――アメリカ民主主義の危機と再生』、山下慶親訳、新教出版社、2008年
- Democracy Matters: Winning the Fight against Imperialism, (Penguin Press, 2004).　『民主主義の問題――帝国主義との闘いに勝つこと』、越智博美・松井優子・三浦玲一訳、法政大学出版局、2013年
- 『コーネル・ウェストが語るブラック・アメリカ: 現代を照らし出す6つの魂』 、コーネル・ウェスト(著)、クリスタ・ブッシェンドルフ(編集)、秋元由紀(翻訳)、2016年7月28日

### 共著
- Breaking Bread: Insurgent Black Intellectual Life, with Bell Hooks, (South End Press, 1991).
- Jews and Blacks: Let the Healing Begin, with Michael Lerner, (G.P. Putnam's Sons, 1995).
- The Future of the Race, with Henry Louis Gates, Jr., (Random House, 1996).
- Restoring Hope: Conversations on the Future of Black America, with Kelvin Shawn Sealey, (Beacon Press, 1997).
- The Future of American Progressivism: An Initiative for Political and Economic Reform, with Roberto Mangabeira Unger, (Beacon Press, 1998).
- The War against Parents: What We Can Do for America's Beleaguered Moms and Dads, with Sylvia Ann Hewlett, (Houghton Mifflin, 1998).
- The African-American Century: How Black Americans Have Shaped Our Country, with Henry Louis Gates, Jr., (Free Press, 2000).
- 『公共圏に挑戦する宗教――ポスト世俗化時代における共棲のために』ユルゲン・ハーバーマス、コーネル・ウェスト他 (著)、箱田徹、金城美幸 (翻訳) 、2014年11月27日

### 共編著
- Post-analytic Philosophy, co-edited with John Rajchman, (Columbia University Press, 1985).
- Encyclopedia of African-American Culture and History, co-edited with Jack Salzman and David Lionel Smith, (Simon & Schuster Macmillan, 1996).
- Struggles in the Promised Land: Towards a History of Black-Jewish Relations in the United States, co-edited with Jack Salzman, (Oxford University Press, 1997).
- The Courage to Hope: From Black Suffering to Human Redemption, co-edited with Quinton Hosford Dixie, (Beacon Press, 1999).
- Taking Parenting Public: the Case for a New Social Movement, co-edited with Sylvia Ann Hewlett and Nancy Rankin, (Rowman & Littlefield, 2002).
- African American Religious Thought: An Anthology, co-edited with Eddie S. Glaude, Jr., (Westminster John Knox Press, 2003).